# Palaeobatrachus
Palaeobatrachus (betekent 'oude kikker' in het Grieks) is een geslacht van uitgestorven kikkers uit Europa dat leefde van het Midden-Eoceen tot het Midden-Pleistoceen (Ionien) (621-568.000 jaar geleden), verspreid over bijna vijftig miljoen jaar. Ze waren in het water levende organismen en zouden niet veel tijd op het droge hebben doorgebracht. Ze zijn een van de twee geslachten en verreweg het grootste geslacht in de familie Palaeobatrachidae, die worden beschouwd als leden van Pipimorpha, verwant aan de Zuid-Amerikaans-Afrikaanse familie Pipidae, waartoe ook de Afrikaanse klauwkikker (Xenopus laevis) en de Surinaamse pad behoren.

## Kenmerken
Soorten uit dit geslacht hadden een relatief brede schedel in de vorm van een gotische boog. Hun lichaam was relatief groot, variërend van acht tot tien centimeter lang en het vrouwtje was meestal groter dan het mannetje (seksuele dimorfie).

## Vondsten
Vondsten zijn gedaan in Europa (België en Frankrijk) en Noord-Amerika (Montana en Wyoming). Deze diersoort is in grote aantallen bewaard gebleven in zoetwaterafzettingen. Zelfs kikkervisjes zijn in een vrij goede staat bewaard gebleven.

## Habitat en paleo-ecologie
De skeletresten zijn overvloedig aanwezig in zoetwatersedimenten in West-Bohemen, in het Geiseltal (West-Duitsland) en in Oost-Duitsland. Ze zijn soms heel goed bewaard gebleven, met afdrukken van inwendige organen, spieren, zenuwen, bloedvaten en epidermis, en met sporen van kleuring. Er zijn ook kikkervisjes en eieren gevonden.
Deze kikkers leefden permanent in het water. Hun zakvormige longen, aan de dorsale zijde van hun lichaam, zorgden ervoor dat ze lange tijd onder water konden blijven. Ze bewoonden doorstroombekkens of moerassen waar bruinkoolafzettingen werden gevormd. Net als de Afrikaanse klauwkikker leefden ze waarschijnlijk van kleine kreeftachtigen, insectenlarven en kleine vissen en voorzagen ze zelf in het levensonderhoud van vele andere dieren.
De klimaatverandering aan het begin van het Plioceen was een regelrechte catastrofe voor Palaeobatrachus, die warmte nodig had en, als specialist, niet in staat was zich aan te passen aan de gewijzigde omstandigheden. Waterrijke en warme omgevingen die bestonden in het gebied van Nederland, die fungeerden als een toevluchtsoord voor Palaeobatrachus, maakten het mogelijk dat één soort (Palaeobatrachus eurydices) in West-Europa kon overleven in het Vroeg-Pleistoceen. Bovendien bleef een soort bestaan in Zuid-Rusland tot het midden van het Pleistoceen.

## Taxonomie
Palaeobatrachus was de eerste fossiele kikker die werd beschreven, met als eerste soort Palaeobatrachus diluvianus, benoemd door Goldfuss in 1831, oorspronkelijk als Rana diluviana van overblijfselen gevonden in lagen uit het Laat-Oligoceen nabij Bonn in Duitsland. Het werd later als afzonderlijk erkend en in 1839 door Tschudi in het nieuwe afzonderlijke geslacht Palaeobatrachus geplaatst.
Het geslacht Albionbatrachus uit het Eoceen werd door Wuttke et al. als een synoniem van Palaeobatrachus beschouwd. (2012), maar Roček et al. (2015) behield het als een afzonderlijk taxon.
De nominale soort Palaeobatrachus occidentalis werd beschreven op basis van materiaal gevonden in het Laat-Krijt - Vroege-Paleoceen van westelijk Noord-Amerika, maar Roček (2013) trok de generieke toeschrijving in twijfel.